# Bandera de Ciutadilla
La bandera de Ciutadilla és un dels símbols d'aquest municipi de l'Urgell. Va ser publicat en el DOGC el 30 d'octubre de 1997.

## Descripció
Bandera apaïsada de proporcions dos d'alt per tres de llarg, blava, amb una franja flamejada diagonal ascendent, ondada amb tres crestes, de gruix a l'inici d'1/3 de l'ample del drap, blanca; el cantó del pal, l'escut dels marquesos de Ciutadilla, tal com figura a l'escut, d'altura 1/3 del de la bandera, separat dels cantons per 1/9.